# Arcor

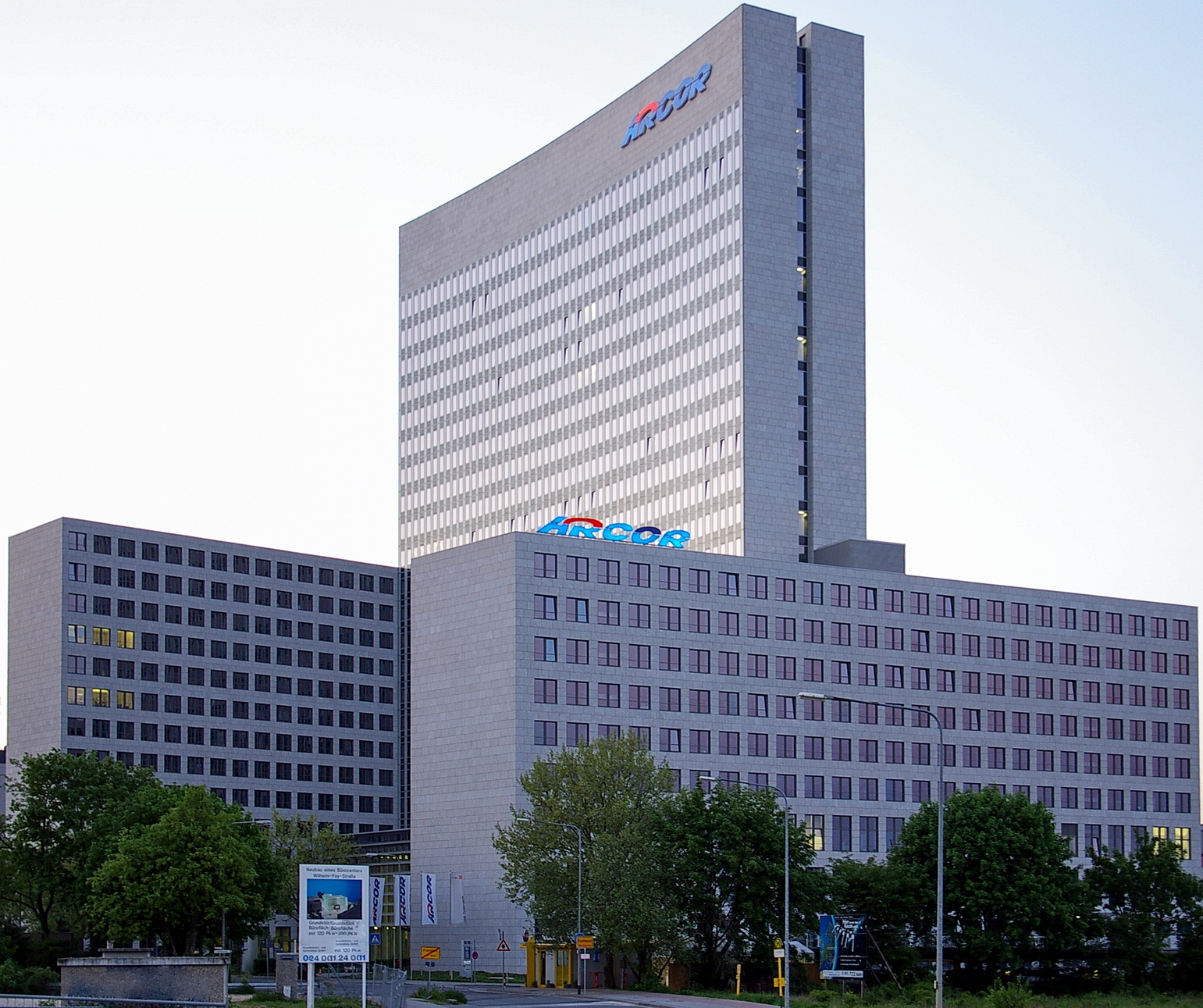
Zentrale in Eschborn

Die Arcor AG & Co. KG war bis zur Übernahme durch Vodafone am 19. Mai 2008 nach der Deutschen Telekom das zweitgrößte Festnetz-Telekommunikationsunternehmen Deutschlands. Ihr Sitz war in Eschborn. Zum 1. August 2009 wurde die Arcor AG & Co. KG in Vodafone AG & Co. KG umfirmiert. Gleichzeitig fand für die gesamte Produktwelt des Festnetz- und Internetanbieters der Markenwechsel von Arcor zu Vodafone statt.
Am 8. März 2011 wurde die Arcor AG & Co. KG aus dem Handelsregister gelöscht und ist somit als eigenständige Firma nicht mehr existent.

## Geschichte
Arcor war aus einem Joint Venture von Mannesmann und Deutsche Bank namens Communications Network International (CNI) hervorgegangen. Im Juni 1996 hatte die CNI 49 Prozent der DBKom übernommen. Die DBKom war der ausgegliederte Telekommunikationsbereich der Deutschen Bahn und verfügte über ein Glasfasernetz und über das zweitgrößte deutsche Telefonnetz. Hieraus entstand 1996/97 die damalige Mannesmann Arcor AG & Co. KG, die nach der Übernahme im Februar 2000 von Mannesmann durch Vodafone in Arcor AG & Co. KG umbenannt wurde. Zum 1. August 2009 wurde die Arcor AG & Co. KG in Vodafone AG & Co. KG umfirmiert. Im Dezember 2009 ist die Vodafone AG & Co. KG in die Vodafone Verwaltungs-AG überführt worden.
Der Festnetzbereich von o.tel.o communications wurde am 1. April 1999 für 2,25 Milliarden DM (1,15 Milliarden Euro) von Arcor übernommen.
Arcor war seit Beginn der vollständigen Liberalisierung des Telekommunikationssektors im Festnetzbereich der größte alternative Wettbewerber der Deutschen Telekom in Deutschland.
Seit April 2005 gehörte Arcor auch zu den Providern für IP-Telefonie (auch als „Voice over IP“, kurz: „VoIP“ bekannt). Bei Arcor wurde dieser Dienst als „Arcor-Sprache VoIP“ etabliert und zunächst in den „Persönlichen Internet Assistenten“ (kurz: PIA) integriert. Durch den Wechsel zur NGN-Technik bei der Bereitstellung herkömmlicher Sprachtelefonie an Teilnehmeranschlüssen mit abonnierter DSL wurde IP-Telefonie seit Ende 2006 jedoch zunehmend als Regeltechnologie genutzt.
Vodafone hat, wie in einer Pressemeldung angekündigt, zum 1. August 2009 die Arcor-Produkte eingestellt und in die Vodafone-Produktpalette integriert. Ab dem 1. August 2009 operierte die bisherige Arcor AG neu unter dem Namen Vodafone AG im Unternehmensverbund von Vodafone in Deutschland. Am 10. Dezember 2009 hat dann die Vodafone AG mit der Vodafone D2 GmbH fusioniert.
Unter dem Markennamen Arcor wird ein Webportal (arcor.de) betrieben, worüber auch Zugang zu verschiedenen Webdiensten besteht. So begann Arcor nach der Übernahme von germany.net erst mit nexgo, später unter dem Webportal arcor.de auch als Privatkunden-Webhoster aufzutreten (einen Webhosting-Dienst für Geschäftskunden gab es schon seit der Gründung). Dieses Tätigkeitsfeld wurde jedoch zum 31. Januar 2017 komplett eingestellt, was das Aus für kostenpflichtig wie auch für die unter der URL home.arcor.de gratis eingestellten privaten Websites bedeutet. Einige Dienste der arcor.de-Plattform wie die E-Mail-Konten werden jedoch weitergeführt, neue Registrierungen sind allerdings nicht mehr möglich.

## Unternehmensstruktur

### Aktionäre
Vodafone hielt zunächst 73,65 % der Anteile. Die Deutsche Bahn AG (18,17 %) und die Deutsche Bank (8,18 %) verkauften im Mai 2008 ihre Aktien für 474 Millionen Euro an Vodafone, sodass Vodafone der einzige Aktionär war.

### Niederlassungen
Arcor hatte bundesweit neun Regionalniederlassungen in Berlin, Dresden, Essen/Düsseldorf, Frankfurt (später Eschborn), Hamburg, Hannover, Köln, München und Stuttgart.

### Tagesgeschäft
Arcor gehörte zu den Telefonanbietern, die über ein eigenes Festnetz bis auf die Ebene der Teilnehmervermittlungsstellen verfügen, ab dort jedoch die Anschlussleitungen der Deutschen Telekom nutzte. Arcor hatte für etwa 66 % der Haushalte sein Netz bis zu den Teilnehmervermittlungsstellen ausgebaut; für die restlichen Haushalte existiert ein Anschluss an die Arcor-Weitverkehrsnetze auf Ebene der 475 Telefonnetz-Zusammenschaltungspunkte bzw. der 74 Breitband-PoPs der Telekom.
Ende 2006 begann Arcor mit der Migration seines klassischen leitungsvermittelten Telefonnetzes hin zu einer kostengünstigeren NGN-Infrastruktur; anfangs wurde nur die Telefonie der Komplettangebote von nicht per Kollokation erreichbaren Kunden über T-DSL-Resale-basierte IP-Telefonie realisiert. Ab Frühjahr 2007 wurde das eigene Sprachtelefonieangebot nicht mehr als Arcor-ISDN, sondern als Arcor-Sprachanschluss vermarktet. Neukunden wurden in zunehmendem Maße selbst dann über den NGN-Anschlüsse und Integrated Access Devices angebunden (und nicht mehr mittels herkömmlicher ISDN-Technik), wenn sie mittels Kollokation erreichbar waren, was auf zunehmenden Unmut der Kunden stößt.
Im November 2008 verkündete Arcor schließlich, den Kunden die Wahl zwischen klassischer ISDN-Technik oder der NGN-Anschlusstechnik zu lassen. Der ISDN-Telefonanschluss wird seit diesem Zeitpunkt als Telefon Komfort-Anschluss Classic bezeichnet.
Arcor hatte mit ca. 3600 Mitarbeitern zuletzt einen Umsatz von 2,3 Milliarden Euro (2007/08) erzielt. Die Gesellschaft war nach der Deutschen Telekom der zweitgrößte Festnetzbetreiber in Deutschland. Ende 2006 hatten 1,9 Millionen Kunden einen ISDN-Telefonanschluss bei Arcor, 1,7 Millionen davon in Verbindung mit einem DSL-Anschluss. 1,3 Millionen Kunden hatten über Preselection die Möglichkeit gewählt, Arcor als Verbindungsnetzbetreiber an ihrem Telekom-Anschluss einstellen zu lassen, und 2,3 Millionen nutzten mittels Call-by-Call fallweise die Möglichkeit, über Arcor zu telefonieren oder online zu gehen. Mit ca. 2 Millionen DSL-Kunden (Stand: 2002/2007) lag der Marktanteil von Breitbandanschlüssen bei über 12 %.
Ab 2007 wurden über das eigene DSL-Netz realisierte Anschlüsse zunehmend auch auf Großhandelsbasis vermarktet, zunächst über den Hauptanteilseigner Vodafone, ab 2008 auch über andere Reseller wie United Internet.

## Integrierte Beteiligungen
- o.tel.o communications GmbH & Co., November 2001
Die o.tel.o ist operativ im Jahr 2001 in Arcor integriert worden. Die Marke wurde zwischenzeitlich eingestellt und ist seit 2013 durch Vodafone wiederbelebt worden.
- Würzburger Telekommunikations-Gesellschaft mbH (Wücom), Januar 2002
Gesellschafter waren die Würzburger Versorgungs- und Verkehrs-GmbH (WVV), Städtische Sparkasse Mainfranken Würzburg, Bayernwerk NETKOM GmbH, Bayerische Landesbank Girozentrale und Überlandwerk Unterfranken Mediendienst GmbH (ÜWU). Die WüCom wurde auf Arcor verschmolzen und existiert seitdem nicht mehr als eigene Gesellschaft.
- Arcor Online GmbH (ehemals germany.net), Oktober 2004
Die Arcor Online GmbH war Nachfolger der callisto germany.net GmbH und wurde mit dem Erwerb von o.tel.o mit übernommen. Sie wurde in Arcor integriert und existiert nach Betriebsübergang nicht mehr als selbständige GmbH.
- ISIS Multimedia Net GmbH & Co. KG., Dezember 2005
Mit der letztgenannten Integration wollte Arcor die eigene Position im Regierungsbezirk Düsseldorf stärken. Die Verschmelzung der Geschäftsaktivitäten erfolgte rückwirkend zum 1. April 2005, dem Beginn des Arcor-Geschäftsjahres.

## Namensherkunft
Der Name sollte aus dem Feld der Telekommunikationsanbieter herausstechen. Nach der Entwicklung und Prüfung von ca. 10.000 internationalen Namenskreationen fiel die Wahl auf den von Nomen International kreierten Namen Arcor. Als Begründung wurde angegeben, „Arcor“ sei kurz und prägnant und strahle Dynamik und Kompetenz aus. Die Semantik des Namens spiele mit dem „goldenen Bogen“ (frz. l’arc d’or), dem Brückenschlag zum Kunden.

## Arcor im Visier der Auseinandersetzungen um Altersverifikation
Im September 2007 geriet Arcor in eine juristische Auseinandersetzung von Betreibern pornografischer Internetangebote um die Altersverifikation, wobei Arcor zunächst ohne gerichtlich oder behördlich an Arcor adressierte Sperrungsverfügung den Zugriff auf das Videoportal YouPorn und ähnliche ausländische Webpräsenzen sperrte und diese erst wieder freischaltete, nachdem bekannt wurde, dass von der Sperre auch eine Vielzahl unverfänglicher Webinhalte betroffen waren und Kunden protestierten.
Zwischen 23. Oktober 2007 und 20. Februar 2008 sperrte Arcor nach Zugang einer von Kirchberg Logistik beantragten, aufgrund von Wettbewerbsrecht erlassenen einstweiligen Verfügung der sechsten Zivilkammer des Landgerichts Frankfurt am Main den Zugriff auf youporn.com erneut, wobei die relativ leicht umgehbare Manipulation der Nameserver eingesetzt wurde, wodurch keine anderen Webpräsenzen von der Sperre betroffen waren. Da 19 weitere Provider den von Kirchberg Logistik in der Folge des Urteils angemahnten Zugangssperrungen nicht nachkamen, entschied sich Arcor am 22. November 2007, gegen die erwirkte Einstweilige Verfügung rechtlich vorzugehen, da man nicht als einziger Provider zur Sperrung verpflichtet sein wolle. Im weiteren Verlauf wiesen andere Gerichte gleichlautende Anträge auf Sperrungsverfügungen gegen andere Internetzugangsanbieter ab und das Frankfurter Landgericht hob im Hauptsacheverfahren am 8. Februar 2008 die gegen Arcor erwirkte Sperrungsverfügung wieder auf.

## Kundenbindung
Ein Punkt, der immer wieder zu Kritik am Unternehmen und dessen Methoden führte, waren die Kündigungsbedingungen der Verträge für den Endverbraucher. Die Regelungen in den AGB erlaubten eine Kündigung frühestens zwei Monate vor Ablauf der vertraglich vereinbarten Mindestlaufzeit, welche standardmäßig 24 Monate für Telefon- oder Internetanschlüsse betrug. Bei Ablauf und nicht erfolgter Kündigung verlängerte sich diese Mindestlaufzeit automatisch wieder um weitere 12 Monate. Sofern der Verbraucher mit seinem Anschluss umzog, begann die Mindestvertragslaufzeit erneut bei 24 Monaten. Die meisten neuen Angebote von Arcor waren jedoch nur für Neukunden erhältlich, ein Wechsel für Bestandskunden war – wenn überhaupt – nur in Verbindung mit einer Wechselgebühr möglich.

## Sponsoring
Nach einer vorangegangenen Beteiligung als Haupt- und Trikotsponsor hatte Arcor sein Sponsoring des Fußballvereins Hertha BSC als Exklusivsponsor ausgebaut. Das Sponsoring wurde ab der Saison 2006/07 von der Deutsche Bahn AG übernommen.
Arcor hatte ein E-Sport-Werksteam im Zusammenhang mit der eingestellten World League eSport Bundesliga mit dem Namen Arcor Electric Eleven.